# Rhipicera monotona
Rhipicera monotona is een keversoort uit de familie Rhipiceridae. De wetenschappelijke naam van de soort is voor het eerst geldig gepubliceerd in 1952 door Amsel.